# Apsarasas Kangri
L'Apsarasas Kangri, ou simplement Apsarasas, est un sommet du Siachen Muztagh, dans le Karakoram. Il se situe à la frontière entre la Chine et la région du Siachen, revendiquée par le Pakistan mais contrôlée par l'Inde. Il se situe à l'est du Teram Kangri. Il se présente comme une longue arête de 6,5 km de long d'ouest en est, avec trois sommets d'altitude très proches, et quatre autres dépassant les 7 000 m. Le point culminant est généralement considéré comme le sommet ouest, à 7 245 m d'altitude.
Les sommets d'ouest en est :
| Sommet        | Altitude (m) | Coordonnées                  |
| ------------- | ------------ | ---------------------------- |
| Apsarasas Sud | 7 117        | 35° 31′ 58″ N, 77° 08′ 40″ E |
| Apsarasas I   | 7 245        | 35° 32′ 18″ N, 77° 08′ 54″ E |
| Apsarasas II  | 7 239        | 35° 32′ 10″ N, 77° 10′ 13″ E |
| Apsarasas VI  | 7 184        | 35° 31′ 18″ N, 77° 11′ 35″ E |
| Apsarasas III | 7 236        | 35° 31′ 15″ N, 77° 11′ 59″ E |
| Apsarasas IV  | 7 221        | 35° 31′ 17″ N, 77° 12′ 26″ E |
| Apsarasas V   | 7 186        | 35° 31′ 24″ N, 77° 12′ 52″ E |
| Apsarasas VII | 7 000        | 35° 31′ 33″ N, 77° 13′ 18″ E |

Selon Eberhard Jurgalski qui tient le site 8000esr.com, le point culminant est le sommet est (ci-dessus Apsarasas III) à 7 243 m, le sommet ouest (ci-dessus Apsarasas I) culminant à 7 241 m.
La première ascension du sommet ouest, présumé point culminant, a été réussie par trois membres d'une expédition japonaise, Yoshio Inagaki, Katsuhisa Yabuta et Takamasa Miyomoto, le 7 août 1975, par l'arête ouest ; l'équipe avait atteint le sommet sud quelques jours auparavant. La seconde ascension a été réalisée par 16 membres d'une expédition militaire indienne, le 18 septembre 1980, par le versant sud-est. Six membres d'une autre expédition militaire indienne parvinrent à nouveau au sommet les 20 et 22 juillet 1988.
Les autres sommets sont vierges, et le sommet est, séparé du sommet ouest par un col à environ 6 800 m, fait partie des plus hauts sommets vierges du monde.